# کاپیتان مارول (کارول دنورز)
کاپیتان مارول با نام واقعی کارول سوزان جین دَنوِرز (به انگلیسی: Carol Susan Jane Danvers) یک شخصیت خیالی ابرقهرمان در کتاب‌های کمیک منتشر شده توسط مارول کامیکس است. شخصیت کارول دنورز توسط نویسنده روی توماس و طراح جین کولان خلق شده‌است؛ و برای اولین بار به عنوان یک افسر نیروی هوایی ایالات متحده آمریکا در شمارهٔ ۱۳ از مجموعه کمیک های ابرقهرمان‌های مارول (مارس ۱۹۶۸) حضور پیدا کرد و سپس تبدیل به نخستین تجسم از شخصیت خانم مارول در شمارهٔ ۱ از مجموعه خانم مارول (ژانویه ۱۹۷۷) گشت. پس از اینکه در طی یک انفجار، دی‌ان‌ای وی با شخصیت مار-ول درآمیخت، دارای قدرت‌های ابرانسانی شد. این شخصیت همچنین در نقاط مختلف تاریخچه زندگی خود با نام‌های باینری، وُربِرد و کاپیتان مارول شناخته شده‌است.

## دنیای سینمایی مارول
بری لارسون نقش کارول دنورز (کاپیتان مارول) را در آثار مختلف در دنیای سینمایی مارول ایفا کرده است.